# Arthur Nicolet
 (mars 2023).
Arthur Nicolet, né le 23 mars 1912 à la Joux-Perret près de La Chaux-de-Fonds dans le canton de Neuchâtel en Suisse et mort le 12 septembre 1958 au Chauffaud en France, près de la frontière helvétique, est un poète et écrivain suisse. Il est également instituteur privé d'élèves puis légionnaire à deux reprises, et occasionnellement paysan, tourbier, ouvrier d'usine au Locle ou en Allemagne et petit contrebandier.

## Biographie
Arthur Nicolet nait le 23 mars 1912 près de La Chaux-de-Fonds d'une famille originaire de Mont-Tramelan dans le canton de Berne dont la devise « De plus en plus fort fort, comme chez Nicolet » s'affichera plus tard en couverture de ses premières brochures poétiques où il s'annonce fièrement « Paysan neuchâtelois ». À l'âge de dix ans, sa famille s'installe en terres viticoles à Cortaillod, puis deux ans plus tard sur la commune du Locle près de La Chaux-du-Milieu.
Arthur entre à l'école secondaire du Locle où il s'ennuie, préférant les plaisanteries aux leçons de ses professeurs qu'il caricature dans les marges de ses cahiers et dans le journal satirique Le Vieux Corbeau qu'il crée alors qu'il n'a pas encore douze ans. Il entre au printemps 1926 à l'école normale où son comportement insoumis manque à plusieurs reprises de le conduire à l'exclusion, ne réchappant au renvoi que grâce au soutien de deux professeurs ayant malgré tout distingué des qualités hors normes. Il commence à ce moment à confier au papier ses premiers poèmes, parfois rédigés en sténo, pour le secret. Il obtient son brevet d'instituteur en 1930, mais du fait de sa réputation dans les milieux pédagogiques, il ne trouve aucun emploi.
Se retrouvant à la charge des siens dans la ferme familiale, il signe en septembre 1931 un engagement de cinq ans dans la Légion étrangère. Durant cette période, il commence à écrire et entre en correspondance avec sa future épouse, une jeune institutrice française du pays bressan, Marie-Louise Deschamps.
En septembre 1936, libéré de son engagement, il voit neuf de ses poèmes publiés à Paris, avec un bel accueil, dans la revue Euridyce. Le 23 décembre à Cuisery, près de Tournus en Saône-et-Loire, il se marie avec Marie-Louise qui est nommée à l’école de Saint-Usuge dans le même département. Dans l’indifférence, Arthur continue d’écrire quelques poèmes, et, ne pouvant assurer la vie du couple, se réengage au printemps 1937 dans la Légion. Il part à Erfoud dans le sud marocain où Marie-Louise obtient un poste pour le rejoindre, vivant là-bas tous deux la plus heureuse période de leur vie. Au printemps 1939, enceinte, Marie-Louise rentre en France pour accoucher le 2 juin d’une petite Jeannette.
À l’entrée en guerre, Arthur est envoyé sur la ligne Maginot avec son régiment où il passe la « drôle de guerre ». Lors de l’offensive des forces du Troisième Reich au printemps 1940, il assiste au massacre de nombreux camarades. Blessé au talon par un éclat d’obus et évacué sur La Rochelle pour y être soigné, il fuit devant l’avancée de l'armée allemande et traverse la  France d’ouest en est malgré son pied non guéri, chaussé d’une pantoufle. Après un bref passage à Cuisery pour voir son épouse et sa fille, non démobilisé, il doit rejoindre le Maroc où il est réformé en mars 1941. Il regagne alors, via Annemasse, la maison familiale des Gillottes au printemps où il est enrôlé par l’armée suisse dans l’école de recrue en vue d’apprendre le maniement des armes ! De retour à la ferme, il poursuit ses travaux littéraires et se lie avec l’imprimeur Samuel Glauser au Locle qui devient son ami et mécène et publie le recueil Joux-Perret, Valandron et autres paturages pour le compte des Éditions populaires aux Gilliottes. Mais ses poèmes n’éveillent toujours pas l’intérêt du grand public.
En mai 1943, désireux de revoir son épouse et sa fille, il passe la frontière et arrêté par les Allemands il est interné trois mois à Besançon pour soupçons d’espionnage puis envoyé comme travailleur étranger vers les usines de la Ruhr au sein de l’Organisation Todt. Il tirera de cette expérience un récit emprunt de verve et d’humour, L’œil de bronze, aventures d’un légionnaire en Hitlercynie. En novembre 1944, il revient en Suisse où il devient un temps tourbier au Cachot à la Chaux-du-Milieu pour ne pas dépendre de ses parents âgés. Afin de se rapprocher, Marie-Louise est nommée à l’école des Fontenottes, hameau de Montlebon près de Morteau puis, plus près encore de la frontière suisse, à celle du Chauffaud, limitrophe du hameau du Prévoux sur la commune de la ville du Locle, permettant ainsi à Arthur Nicolet de retrouver les joies d’une vie de famille. Il trouve à s’employer dans une fabrique de briquets du Locle (qu’il n’appelle jamais que « borgne trou »), tout en se livrant à la contrebande de papier à cigarettes qui lui vaudra trois mois de geôle.
En septembre 1948, il publie Mektoub, roman argotique de la Légion étrangère chez un imprimeur de Colombier sur le lac de Neuchâtel, qui connaît suffisamment de succès pour bénéficier d’une réimpression à Mâcon en 1949. La Radio suisse romande annonce même qu’a été décerné à Arthur Nicolet, pour l’ensemble de son œuvre, le prix des Antipodes. Mais il s'agit d'un canular créé par ce même Arthur ! Un vrai prix littéraire, le Prix Derème, lui sera toutefois véritablement attribué plus tard.
À partir des années 1950, il embrasse la cause du séparatisme jurassien en donnant au journal « Le Jura libre » dirigé par Roland Béguelin plus de 120 chroniques parues sous le titre Du haut de ma potence. Certaines fois signées Colin Arthuret, il y déploie dans un style flamboyant, les inventions sarcastiques, les distorsions verbales et les contrepèteries innocentes ou vengeresses, les guets-apens facétieux, toujours débordant de culture historique. Elles seront intégralement rééditées par les éditions du Jura Libre à Delémont en 1961, trois ans après sa mort.
En 1956, le 26 juin, sort des presses de son cher éditeur Glauser-Oberbolz, La Saboulée des Borgognons, magnifique poème épique, illustré par le peintre Lucien Grounauer, auteur du portrait d’Arthur figurant dans les collections du Musée des Beaux-Arts du Locle. Mais le succès n’est toujours pas là pour permettre à Arthur de vivre de sa plume. Malgré le soutien de ses poches, son moral et sa santé déclinent.
En septembre 1958, il se rend à la Fête du peuple jurassien à Delémont et participe jusqu’à l’aube aux trois jours de liesse largement arrosés. Il y contracte une congestion pulmonaire dont il décède le 12 septembre après être rentré chez lui au Chauffaud où il sera enterré devant un nombreux public. Marie-Louise, après être retournée tenir une classe à Cuisery où elle décède le 18 mai 1999, a exprimé le souhait que ses cendres reposent dans la tombe de son cher mari et poète.

## Publications

### Poésie
- 9 poèmes à Eurydice, Cahiers de poésie et d’humanisme, Paris, 1937
- Joux-Perret, Valanvron et autres pâturages, poèmes, chez Glauser-Oderbolz, Le Locle, 1941 (500 ex. numérotés)
- Felix Agricola (Jura, paysage d’exil), poèmes, chez Protat Frères, Mâcon, 1942 (100 ex. numérotés)
- La Rose des vents et La Rose des sables (Légionnaires, mes frères) : tome 1 - Le Vent du large (1000 ex. numérotés), tome - 2- Les Forçats de la soif (1000 ex. numérotés), Éditions populaires Glauser-Oderbolz, Le Locle, 1943
- Coup de Joran, poèmes, chez Glauser-Oderbolz, Le Locle, 1945 (100 ex. numérotés)
- Noires-Joux, poèmes, chez Glauser-Oderbolz, Le Locle, 1947 (300 ex. numérotés)
- Almanach, poèmes, chez Glauser-Oderbolz, Le Locle, 1948  (220 ex. numérotés)
- La complainte noëllique, dédiée à Georges Duhamel et Noël aux Antipodes, dédié à Pierre Mac Orlan, poèmes publiés dans les Cahiers de l’Artisan, Montjustin, (France), n° 21, décembre 1954. La complainte est éditée en 1955 chez Glauser-Oderbolz, Le Locle
- La Saboulée des Borgognons, poème épique, illustré par le peintre Lucien Grounauer chez Glauser-Oderbolz, Le Locle, 1956 (100 ex. numérotés)
- Les poèmes d’Arthur Nicolet, avec inédits et 6 photographies hors texte, préface du Maréchal Juin de l’Académie française, Bibliothèque jurassienne, Delémont, 1962, 462 pp. (1200 ex. numérotés)

### Prose
- L’œil de bronze. Aventures d’un légionnaire en Hitlercynie, Éditions de l’Échiquier, Lausanne-Paris, 1946, 135 pp.
- Mektoub, Roman argotique de la Légion Etrangère, préface de Jean des Vallières, 210 p., Éditions des Antipodes, Paris, 1948, réédition éditions du Globe, Paris, 1949 avec jacquette illustrée par Moreau Vache[7].
- Baroud à l’aube, nouvelle parue dans le numéro 119 de la revue Les Œuvres libres, Arthème Fayard, avril 1956
- Du haut de ma potence, recueil des chroniques parues sous ce titre dans l’hebdomadaire Le Jura Libre avec portrait photographique de l’auteur et dessins de Paul Borée, éditions du Jura Libre, Delémont, 1961, 258 pp. (1100 ex. numérotés)